# Комбр (Ер и Лоар)
Комбр (фр. Combres) насеље је и општина у централној Француској у региону Центар (регион), у департману Ер и Лоар која припада префектури Ножан ле Ротру.
По подацима из 2011. године у општини је живело 526 становника, а густина насељености је износила 35,3 становника/km². Општина се простире на површини од 14,9 km². Налази се на средњој надморској висини од 128 метара (максималној 266 m, а минималној 203 m).

## Демографија
| 1962. | 1968. | 1975. | 1982. | 1990. | 1999. | 2011. |
| ----- | ----- | ----- | ----- | ----- | ----- | ----- |
| 350   | 432   | 377   | 321   | 342   | 368   | 526   |

График промене броја становника у току последњих година